# العلاقات الإيرانية الحوثية
العلاقات الإيرانية الحوثية هي العلاقات بين إيران وحركة أنصار الله الحوثيون من اليمن. تُعتبر إيران الداعم الرئيسي للحركة، وهي تقدم للحوثيين دعمًا عسكريًا وماليًا ولوجستيًا، على الرغم من أن كلًا من إيران والحوثيين نفيا حجم المساعدة. تبدأ العلاقات بين الجانبين في تسعينيات القرن الماضي، حيث تلقى قادة الحوثيين دراسات دينية في إيران. وفي 2009 بدأت إيران بتقديم الدعم المباشر، وتصاعد ذلك بعد انهيار الحكومة اليمنية في عام 2011. وبعد استيلاء حركة أنصار الله على العاصمة صنعاء في 2014، أصبح الدعم الإيراني أكثر وضوحًا، من خلال تزويد الحوثيين بالأسلحة المتقدمة والتدريب العسكري والمعلومات الاستخباراتية، مما عزز قدرات الحوثيين العسكرية، بما في ذلك استعمال الصواريخ البالستية والمسيرات. تساعدهم هذه الأسلحة بشكل كبير في صراعاتهم مع السعودية وإسرائيل، وكما خلال أزمة البحر الأحمر عندما أعلنت الحركة منع مرور السفن من مضيق باب المندب.
وتُعتبر الفوائد الاستراتيجية لإيران في دعم الحوثيين كبيرة جدًا، خاصة من حيث مواجهة النفوذ السعودي وتعزيز مصالحها الإقليمية. استخدمت إيران الحوثيين لزعزعة استقرار المنطقة وممارسة الضغط على السعودية، بما في ذلك الهجمات على أهداف عسكرية سعودية والسفن التجارية في البحر الأحمر. يسمح هذا استعمال الوكيل الحوثي لإيران بتحدي السعودية دون تدخل مباشر منها. ويتماشى الحوثيون مع أهداف إيران الإيديولوجية، حيث يروّجون للمقاومة ضد النفوذ الغربي ويدعمون مصالح إيران في الشرق الأوسط.

## خلفية
بدأت علاقات غير رسمية بين إيران وأنصار الله في تسعينات القرن الماضي، حيث تلقى أفراد من عائلة الحوثي، مثل بدر الدين الحوثي وأبنائه حسين وعبد الملك، دراسات دينية في إيران. وحتى عام 2010، كانت وسائل الإعلام الإيرانية تنفي تقديم أي دعم للحوثيين، لكنها بدأت في نهاية 2009 بتوسيع تقاريرها عن الهجمات السعودية ضد الشيعة في اليمن، وفي بعض الأحيان كانت تعرض ذلك على أنه هجوم ضد الشيعة بشكل عام. كان الدعم الإيراني للحوثيين يعزز من خلال حزب الله اللبناني، ومن المحتمل أن إيران بدأت في التأثير بشكل رسمي على الحوثيين في عام 2009، عندما وصل الصراع مع الحكومة اليمنية إلى ذروته. بعد سقوط الحكومة اليمنية في 2011، تم إزالة الحواجز التي كانت تمنع دخول إيران إلى اليمن، مما سهل عمليات تهريب الأسلحة والمساعدات إلى الحوثيين عبر طرق جديدة.
بين عامي 2011 و 2014، كان الدعم الإيراني للحوثيين محدودًا نسبيًا، ولكن بعد سيطرة الحوثيين على صنعاء في سبتمبر 2014، بدأوا الحوثيون في تعزيز علاقاتهم مع إيران. قاموا بإطلاق سراح أسرى إيرانيين، بما في ذلك أعضاء من حزب الله والحرس الثوري الإيراني، وبدأوا في الإعلان عن رحلات جوية مباشرة من إيران إلى صنعاء، وكان كل ذلك بمثابة إشارة إلى رغبتهم في تعزيز الروابط والحصول على دعم إضافي من إيران. في نفس العام، بدأت إيران في تقديم الأسلحة والمساعدة العسكرية والتدريب للحوثيين، وأعلن الحوثيون عن أنفسهم كجزء من محور المقاومة بقيادة إيران. تتجسد إيديولوجية الحوثيين في شعاراتهم التي تدعو إلى موت أمريكا وإسرائيل، ولانتصار الإسلام.
خلال السنوات الماضية، أُفيد بتقارير من دول عربية تتهم إيران بتقديم دعم عسكري واقتصادي للحوثيين، في حين أنكرت إيران هذا الدعم المباشر. وقد وصف الحوثيين الرئيس اليمني المخلوع، عبد ربه منصور هادي، بـ "الميليشيات الإيرانية". وعلى الرغم من أن الحوثيين نفوا تلقي دعم مالي أو عسكري كبير من إيران، إلا أن التصريحات الصادرة عن مسؤولين إيرانيين ويمنيين أكدت الدعم الإيراني في شكل تدريب، أسلحة وأموال.

## ترويج الحوثيين للمصالح الإيرانية في المنطقة
تخدم إيران أهدافها الإقليمية والجيوسياسية من خلال خلق حالة من عدم الاستقرار في اليمن، خاصة على طول الحدود مع المملكة العربية السعودية. يسمح وجود الحوثيين في هذه المنطقة بمرور الإرهابيين إلى السعودية، مما يجبر الجيش السعودي على التركيز على اليمن بدلًا من التركيز على إيران. في الوقت نفسه، يتيح دعم إيران لحروب بالوكالة في المنطقة تهديد السعودية بتكلفة منخفضة ومخاطر أقل، بينما تكون التكاليف والمخاطر على الجيش السعودي عالية. من هذا المنظور، ترى إيران في الحوثيين قوة مساعدة في صراعهم ضد التحالف الذي تقوده السعودية من دول الخليج، والتي تهدف إلى الحفاظ على السيطرة على اليمن.
منذ أبريل 2015، بدأ الحوثيون في شن هجمات متكررة ضد المملكة العربية السعودية، بما في ذلك الكمائن للقوافل العسكرية، واحتلال مواقع حدودية صغيرة، وتدمير منشآت سعودية كبيرة، وكذلك احتلال جزئي لمدن خالية من السكان. بالإضافة إلى ذلك، قاموا بإطلاق صواريخ بالستية مختلفة المدى. وتعتبر المناطق التي يسيطر عليها الحوثيون قاعدة لأنشطة المخابرات الإيرانية، وفي الوقت نفسه منصة لتوزيع الأسلحة التي تدعم أهداف إيران في الشرق الأوسط وقرن إفريقيا.
في إطار الدعم الذي تقدمه إيران لهم، يشارك الحوثيون في محور المقاومة الإيراني ويمارسون سياسة تهدف إلى ردع الدول الإقليمية التي تقيم علاقات مع الولايات المتحدة. ويشير محمد آيات اللهي طبار، خبير في الشؤون الإيرانية، إلى أن الحوثيين يساهمون في مصلحة إيران من خلال كونهم تهديدًا إقليميًا للمملكة العربية السعودية ويساعدون إيران على التهرب من العقوبات المفروضة على تجارة النفط الخاصة بها، من خلال حماية السفن الإيرانية في البحر الأحمر.

## الدعم الإيراني للحوثيين
أصبحت جماعة الحوثي إحدى أهم الوكلاء لإيران بعد سقوط نظام بشار الأسد الذي كان من أبرز حلفائها. وتدعم إيران الحوثيين على عدة مستويات. على الصعيد العسكري، تقدم إيران للحركة تدريبًا عسكريًا واستخبارات وأسلحة متقدمة. من بين هذه الأسلحة، توفر إيران للحوثيين صواريخ دقيقة وطائرات مسيرة، وهي أسلحة لم يكن لدى الحوثيين القدرة على تصنيعها بأنفسهم. وفقًا لتحليل من مركز صنعاء للدراسات الاستراتيجية، فإن هذه الدعم العسكري يمكنهم من تعزيز حكمهم العسكري في اليمن، وتنفيذ خطوات تؤثر على المنطقة بأسرها مثل منع مرور السفن الإسرائيلية والأمريكية من العبور من مضيق باب المندب، وشنّ هجمات على إسرائيل في سياق أزمة البحر الأحمر. يؤثّر هذا الدعم على توازن القوى في منطقة الشرق الأوسط، وعلى العلاقة بين إيران والسعودية. وبالإضافة إلى الدعم العسكري وتدريب الجنود وتهريب الأسلحة، فإن إيران هي الدولة الوحيدة التي اعترفت رسميًا بحكم الحوثيين في صنعاء.

### دعم إيران العسكري
منذ عام 2009، زادت إيران دعمها العسكري للحوثيين، حيث قدمت لهم صواريخ بالستية وطائرات مسيرة. هذا الدعم مشابه لدعمها لوكلاءها الآخرين في المنطقة، مثل حركة حماس وحزب الله اللبناني.
في 2013، احتجزت البحرية الأمريكية في اليمن صواريخ مضادة للطائرات صُنعت في الصين أو في إيران. كما احتُجزت سفينة كانت تحمل صواريخ آر.بي.جي (RPG)، قذائف كاتيوشا والكثير من المعدات العسكرية الأخرى كانت في طريقها على الحوثيين.
في 2015 أوضح وزير الخارجية الأمريكي جون كيري أنّ الولايات المتحدة تعلم أن إيران تدعم الحوثي، وقال إن بلاده ستردد على هذا الأمر.
وخلال عام 2016، تم الإبلاغ عن دعم إيراني بقيمة 90 مليون دولار للحوثيين، إضافة إلى تدريب أكثر من 1300 مقاتل حوثي في قواعد الحرس الثوري وفيلق القدس في إيران. كما سيطرت البحرية الأمريكية على سفينة كانت تحمل آلاف البنادق والصواريخ كانت في طريقها على الحوثيين.
في عام 2018، بعد الهجمات الحوثية على ناقلات النفط في السعودية، أعلن ناصر الشعباني من الحرس الثوري الإيراني أن إيران هي التي أصدرت أمر الهجوم. كما قدمت إيران دعمًا للحوثيين لتنفيذ المزيد من الهجمات ضد السعودية.
في أغسطس 2024، فرضت الولايات المتحدة عقوبات جديدة على إيران بسبب العلاقات بين الحرس الثوري والحوثيين.

## أنظر أيضًا
- محور المقاومة
- العلاقات اليمنية الإيرانية
- صراع إيران والسعودية بالوكالة
- أزمة البحر الأحمر